# Jeff Birch
Jeffrey "Jeff" Birch (21 tháng 10 năm 1927 - tháng 6 năm 2005) là một cầu thủ bóng đá người Anh thi đấu ở vị trí tiền vệ chạy cánh ở Football League cho York City, và thi đấu nghiệp dư cho Selby Town và Scarborough, và đầu quân cho Sheffield United mà không có một lần ra sân ở giải vô địch.